# Höhenkirchen-Siegertsbrunn
Höhenkirchen-Siegertsbrunn är en kommun i Landkreis München i Regierungsbezirk Oberbayern i förbundslandet Bayern i Tyskland. Den tidigare kommunen Siegertsbrunn uppgick i kommunen Höhenkirchen 1 maj 1978 och namnet ändrades till det nuvarande 1985.